# Gmina Martinska Ves
Gmina Martinska Ves (chorw. Općina Martinska Ves) – gmina w Chorwacji, w żupanii sisacko-moslawińskiej. W 2011 roku liczyła  3488 mieszkańców.